# Explorer 6

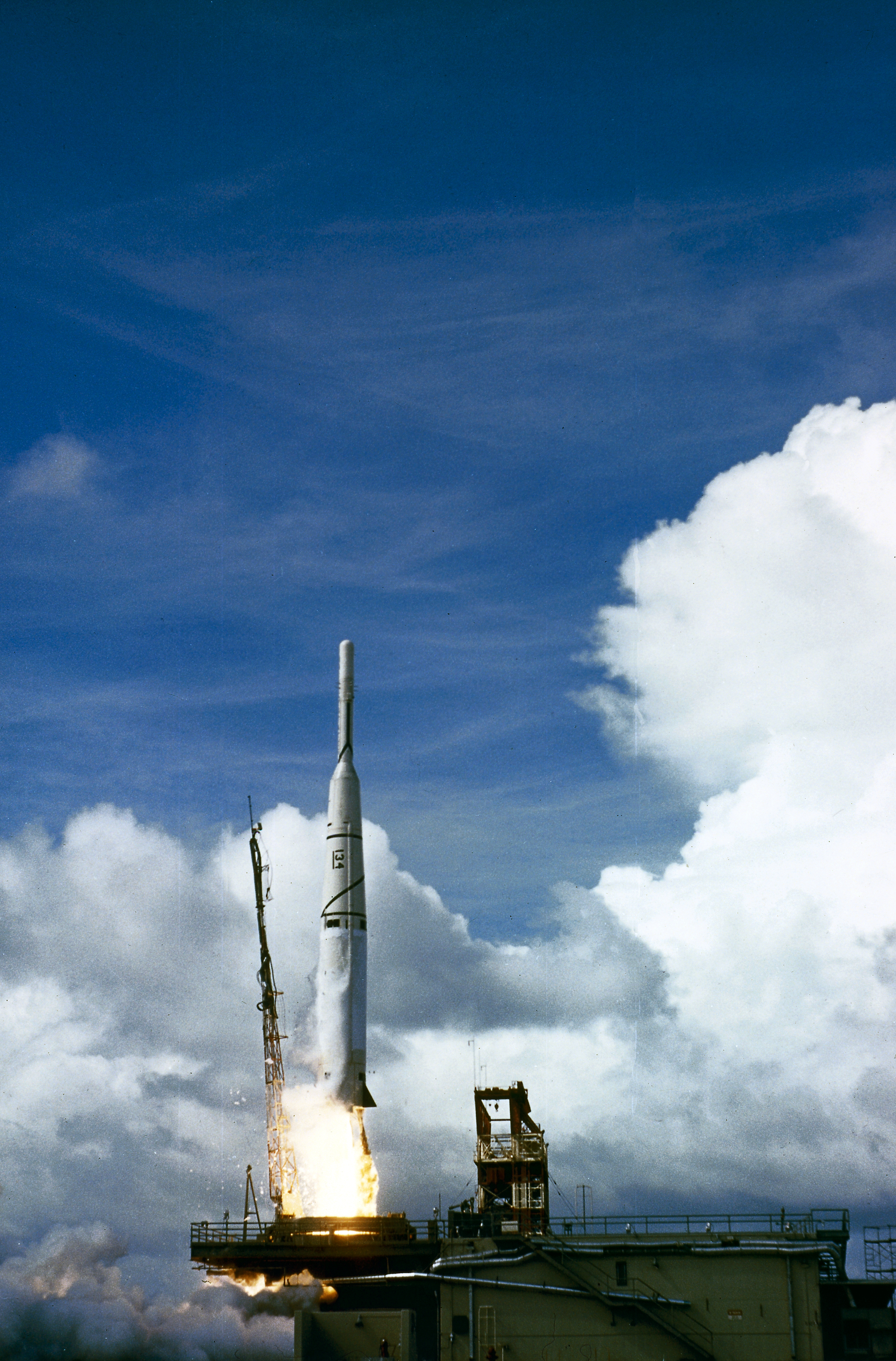
Start der Thor-Able-Rakete mit Explorer 6

Explorer 6 war ein US-amerikanischer Satellit, der am 7. August 1959 gestartet wurde.

## Aufbau und Mission

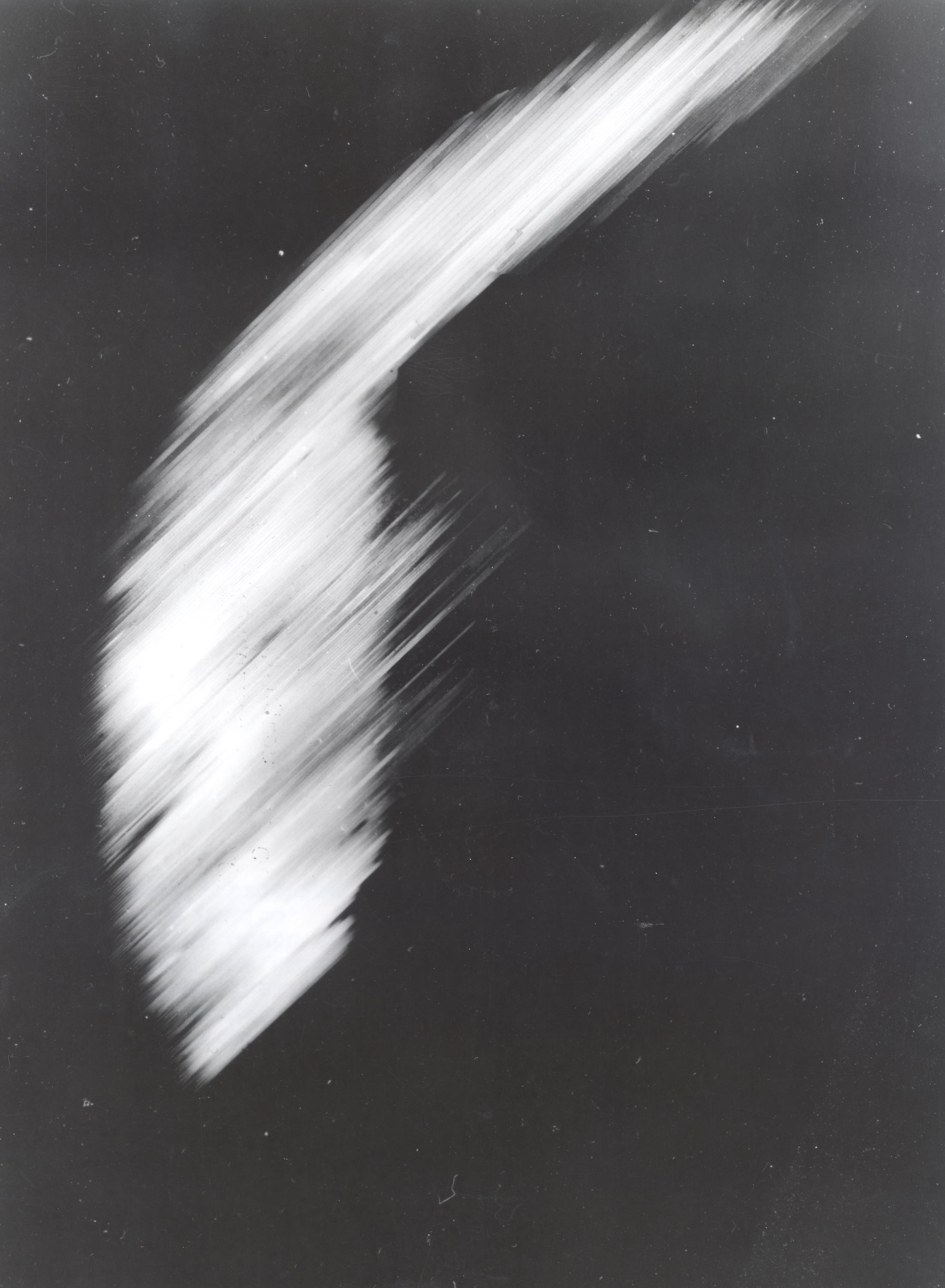
Erstes Weltraumbild der Erde: Ein Wolkenband über dem Zentralpazifik, gesehen von einer Position über Mexico

Der kleine, kugelige Satellit wurde im Rahmen des Explorer-Programms entworfen, um unter anderem den Geomagnetismus und die Ausbreitung von Radiowellen in der höheren Atmosphäre zu untersuchen. Mit einer an Bord befindlichen Kamera wurden außerdem erstmals Bilder der Erde aus dem All aufgenommen. Explorer 6 wurde in einen sehr elliptischen Orbit gebracht. Der Satellit war spinstabilisiert und drehte sich mit 2,8 Umdrehungen pro Sekunde. Vier Solarzellen, von denen sich allerdings nur drei komplett entfalteten und die um den Äquator des Satelliten befestigt waren, dienten zum Wiederaufladen der Batterien im All. Der letzte Kontakt zum Satelliten wurde am 6. Oktober 1959 hergestellt.